# European Open 1986
Відкритий чемпіонат Європи з тенісу 1986  — жіночий тенісний турнір, що проходив на відкритих кортах з ґрунтовим покриттям у Лугано (Швейцарія). Належав до Світової чемпіонської серії Вірджинії Слімс 1986. Турнір відбувся вдесяте і тривав з 19 до 25 травня 1986 року. Третя сіяна Раффаелла Реджі здобула титул в одиночному розряді.

## Фінальна частина

### Одиночний розряд
Раффаелла Реджі —  Мануела Малеєва 5–7, 6–3, 7–6(8–6)
- Для Реджі це був 1-й титул в одиночному розряді за сезон і 2-й - за кар'єру.

### Парний розряд
Еліз Берджін /  Бетсі Нагелсен —  Дженні Бірн /  Дженін Томпсон 6–2, 6–3